# Guerre d'indépendance de la Lettonie
 (décembre 2016).
Si vous disposez d'ouvrages ou d'articles de référence ou si vous connaissez des sites web de qualité traitant du thème abordé ici, merci de compléter l'article en donnant les références utiles à sa vérifiabilité et en les liant à la section « Notes et références ».
La guerre d'indépendance de la Lettonie est une guerre qui s'est produite en Lettonie après la Première Guerre mondiale.
Cette guerre est le résultat d'une lutte d'influence que mène l'Allemagne, vaincue lors de la Première Guerre mondiale, qui essaie d'annexer l'Estonie et la Lettonie, qui ont connu, au Moyen Âge, l'influence allemande. Ainsi en 1918, les Allemands représentaient 7 % de la population lettonne et les barons baltes, noblesse germanique, y possédaient de nombreuses terres.
Les Soviétiques veulent récupérer les régions baltiques, qui ont été une possession de l'Empire russe depuis 1721.
Elle peut être reliée à la guerre russo-polonaise de 1920 en raison de l'intervention de la Pologne et des bolcheviks russes.

## Historique

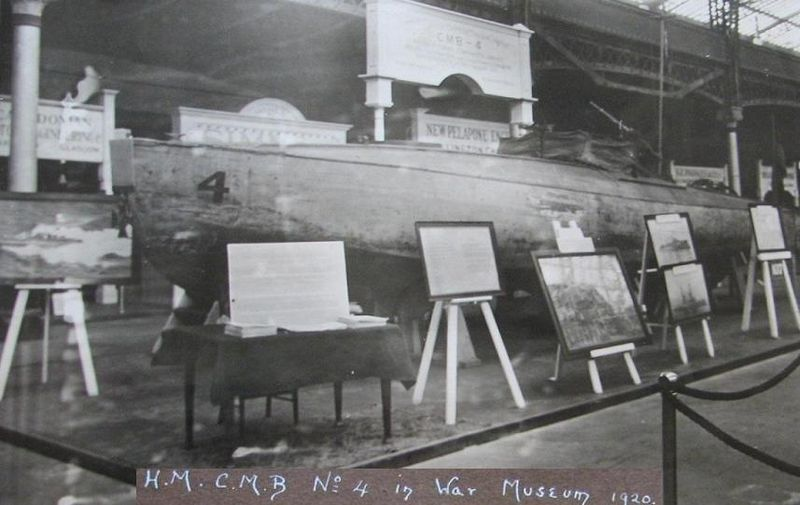
Le CMB 4 de la Royal Navy au Imperial War Museum en 1920. Il opéra contre la marine soviétique en 1919 durant la guerre d'indépendance de la Lettonie lors d'un raid sur Kronstadt.

La révolution dans la Russie impériale conduit à l'effondrement du front de l'Est et aboutit à la prise de Riga en septembre 1917 et du reste des pays baltes. Les Lettons vivent jusqu'en novembre 1918 sous la domination militaire allemande et ne peuvent faire entendre leur opinion au contraire des élites allemandes qui demandent à être rattachés sous une forme ou une autre à l'Allemagne.
Une partie des divisions lettonnes, les tirailleurs lettons, soutient alors l’effort des bolchéviques et devient le fer de lance de l’Armée rouge en combattant les armées blanches (mais des unités lettonnes sont également formées en Sibérie au sein des armées blanches).
En novembre 1918, l'effondrement de l'Allemagne aboutit à l'entrée des troupes rouges en Lettonie. Les élites lettonnes se décident à proclamer l'indépendance le 18 novembre 1918. Jusqu'à l'été 1919, l'autorité du nouveau gouvernement letton reste très faible (pas d'administration, peu de moyens financiers et militaires, difficulté à convaincre la population de sa légitimité). Riga, la Latgale et une partie de la Livonie sont occupées par les forces bolcheviques, et les communistes lettons proclament la naissance d'une République soviétique socialiste de Lettonie. Réfugié à Libau, le gouvernement letton est brimé et persécuté par les troupes allemandes qui soutiennent les anciennes élites allemandes du pays, les « barons baltes ». Ces forces germano-baltes proclament même un nouveau gouvernement pro-allemand, à la place du gouvernement de Karlis Ulmanis. Les volontaires allemands affluent et forment les fameux corps francs. Riga est libérée en mai 1919 mais, devant la menace de ces corps francs, les puissances alliées envoient des missions militaires et la flotte alliée en soutien. Le gouvernement letton s'installe à Riga en juillet 1919.

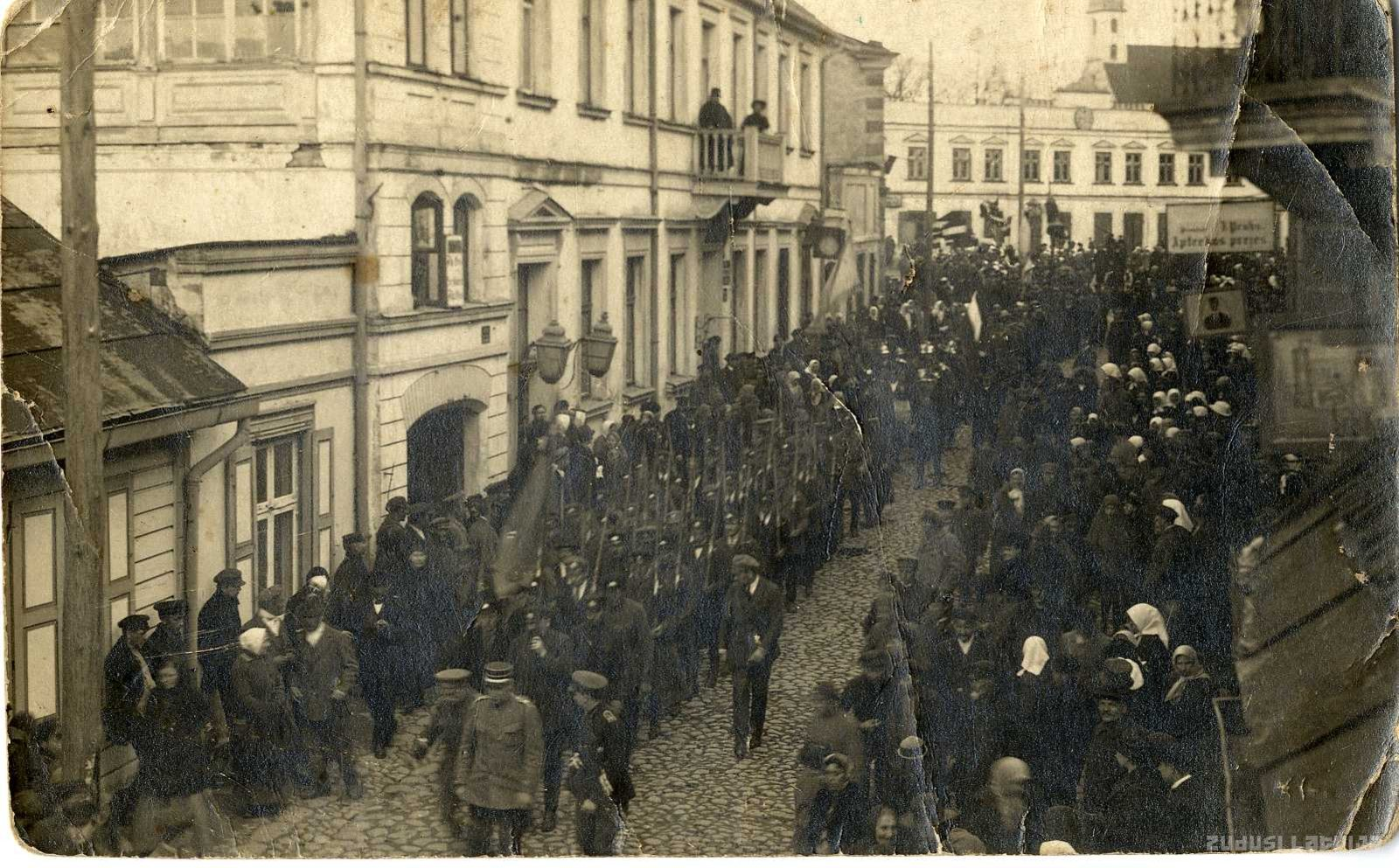
Marche des soldats mobilisés par le gouvernement provisoire letton dans la rue Jūras à Limbaži, 1919.

Les corps francs se refusent cependant à évacuer la Courlande. Elles se qualifient de troupes au service d'un gouvernement russe dirigé par l'aventurier Bermondt-Avalov, elles attaquent à nouveau les Lettons et sont près de conquérir à nouveau Riga. Seul un sursaut national de grande ampleur (analogue à celui de la Marne pour la France), soutenu par les navires alliés, parvient à repousser ce dernier assaut et mène à l'évacuation allemande du pays.
En janvier 1920, l'État letton commence à fonctionner, le pays ayant souffert considérablement. Après des réticences (désir de voir renaître une Russie forte et doutes sur la viabilité de la Lettonie), les puissances reconnaissent de jure la Lettonie le 26 janvier 1921 et acceptent en septembre 1921 son entrée à la SDN. Le traité de Riga est signé entre le gouvernement letton et la Russie communiste le 18 mars 1921.